# Толос

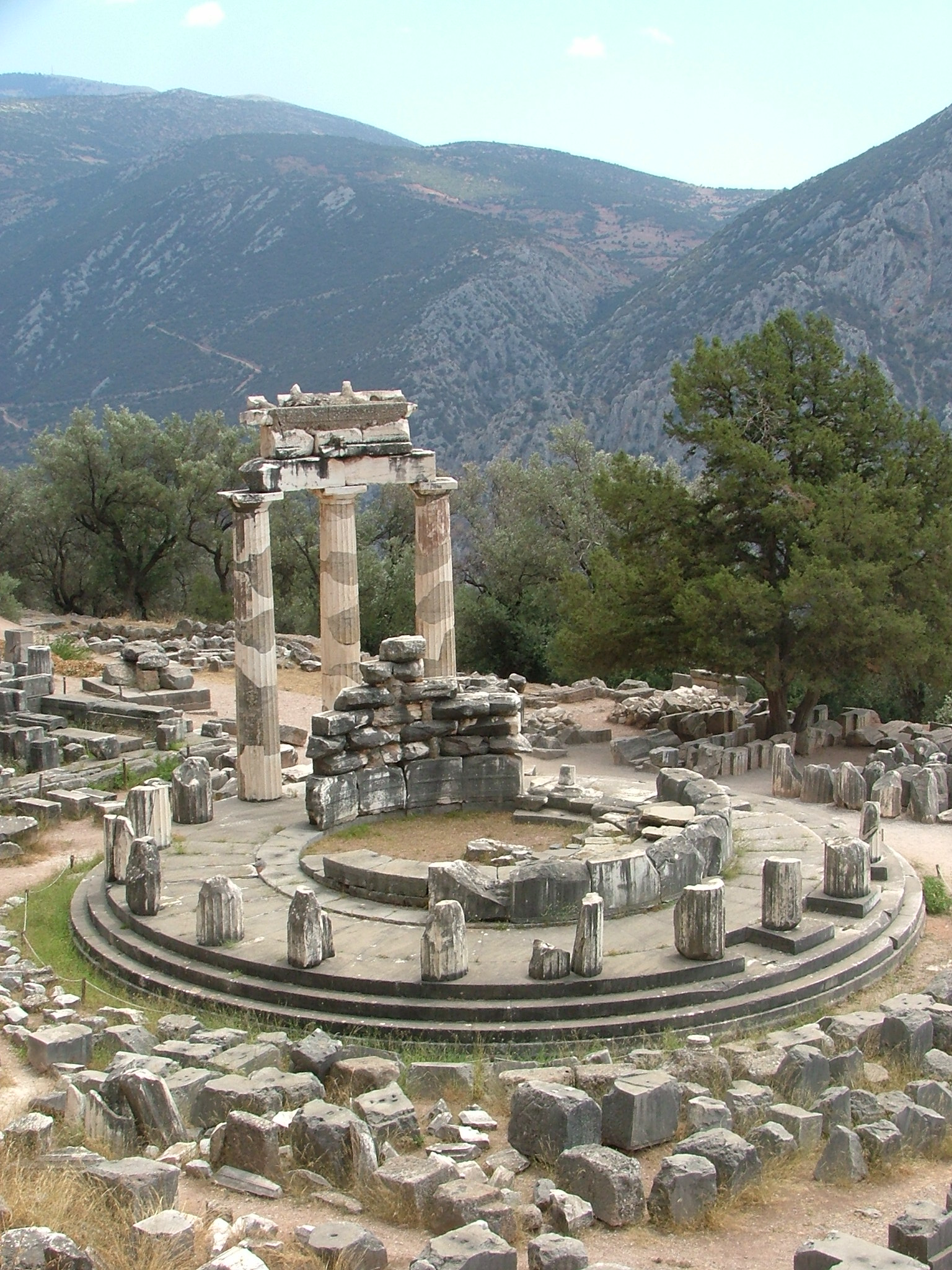
Толос у Дельфах

То́лос (грец. θόλος) — в егейській культурі та античному світі кругла в плані культова споруда, гробниця або храм.
У 16—12 століттях до н е. були поширені на Криті, в Греції. Наприклад, в Епідаврі та Дельфах. Найбільш грандіозні толоси, діаметр та висота яких сягала 4 м та споруджені у 14 ст. до н. е., відкриті у Мікенах. У Фессалії та на Криті толоси будували ще у 8 ст. до н. е.
Відомі толоси 7—6 ст. до н. е. в Етрурії та 5-4 ст. до н. е. у Фракії. До останніх близькі склепи керченських Золотого кургану та Царського кургану, що датуються 4 ст. до н. е.